# Саной
Саной (чечен. Сона) — село в Шатойском районе Чечни. Входит в Хал-Келойское сельское поселение.

## География
Село расположено на правом берегу реки Сунхайахк, к юго-востоку от районного центра Шатой.
Ближайшие населённые пункты: на севере — село Хал-Келой, на северо-востоке — село Шаро-Аргун, на северо-западе — сёла Мусолт-Аул и Беной.

## История
Названия села, по мнению Индарби Мутушева, можно перевести как «дверь», «проход».
В 1905 году географ Динник Н. Я. упоминал Соной:

Во время зимнего посещения этих мест я предпринял из Шатоя поездку в один из самых глухих аулов Чечни в Соной, окружённый со всех сторон лесами. Он расположен к юго-востоку от Шатоя, но уже не в ущелье Чанты-Аргуна. Недалеко от Шатоя мы должны были проезжать через множество маленьких чеченских поселений (Памятой, Бекум-кале, Маршин-кале, Хали-кале и т. д.), дальше-же дорога потянулась лесом, по совершенно глухой местности. Соной представляет маленький чеченский аульчик, расположенный очень высоко на небольшой поляне, которая окружена обширными лесами, состоящими по-преимуществу из бука. Он стоит от Шаро-Аргуна по прямой линии всего лишь верст на шесть.
Из Соноя мы ездили несколько раз на охоту, но неудачно. Стрелять пришлось только одного большого кабана, который, будучи ранен, бросился на собаку и клыком рассёк ей ногу. Во время поездок по окрестностям Соноя я видели довольно много птиц-воронов, обыкновенных ворон, сорок, соек, снегирей, хохлатых жаворонков и горных овсянок. Последние живут здесь зимою по-преимуществу в дворах вместе с воробьями, а летом  на полях, в близи дорог, и вообще на открытых местах. Часто попадаются пестрые дятлы, которые залетают на дворы и даже в сараи, как то наблюдал я сам. Около Соноя я видел ягнятника и двух дроф, которые высоко летали прямо на юг с очевидным намерением перебраться через Главный Кавказский хребет в Закавказье. По дороге к Соною 28 декабря попадались мне также дрозды-дерябы и зяблики, которые, следовательно, зимуют здесь.
Во время одной облавной охоты недалеко от Соноя мне пришлось в ясный солнечный день сидеть в ожидании кабанов на вершинь гребня, на высоте более 4000 ф. у самаго обрыва над глубоким ущельем Шаро-Аргуна. С занимаемаго мною места открывались такие бесподобные картины, какие мне редко приходилось видеть
.
В 1944 году, после депортации чеченцев и ликвидации Чечено-Ингушской АССР, селение Саной было переименовано в Нагорное и заселено выходцами из соседнего Дагестана. После восстановления Чечено-Ингушской АССР в 1957 году, селу было возвращено прежнее название, а выходцы из Дагестана переселены обратно.

## Население
| 2002 | 2010 |
| ---- | ---- |
| 0    | →0   |

## Галерея

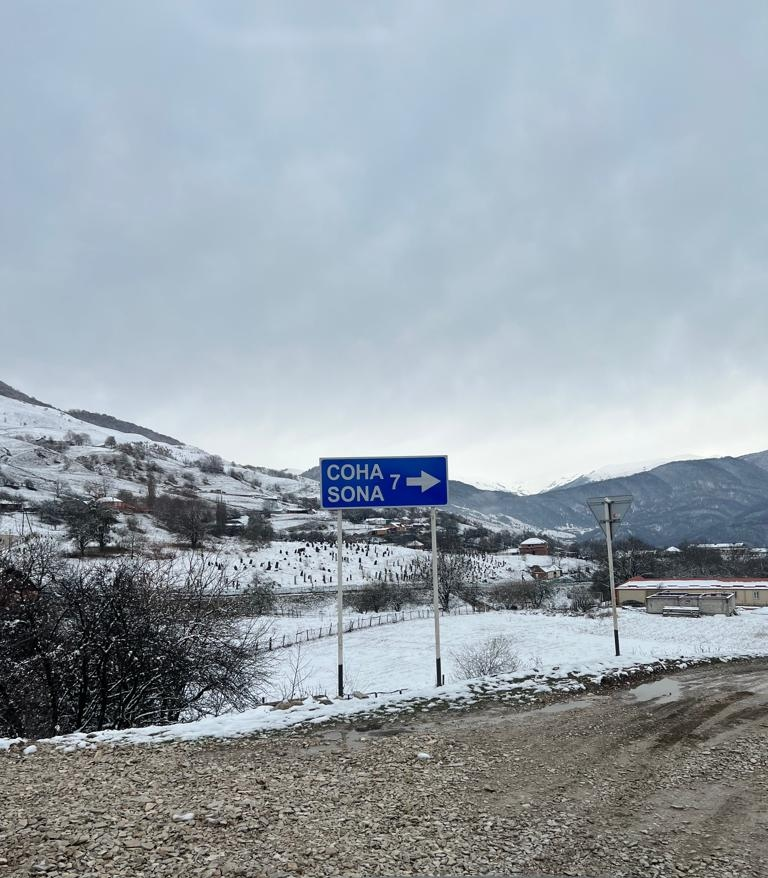
Дорожный знак от Хал-Келоя в Сона.
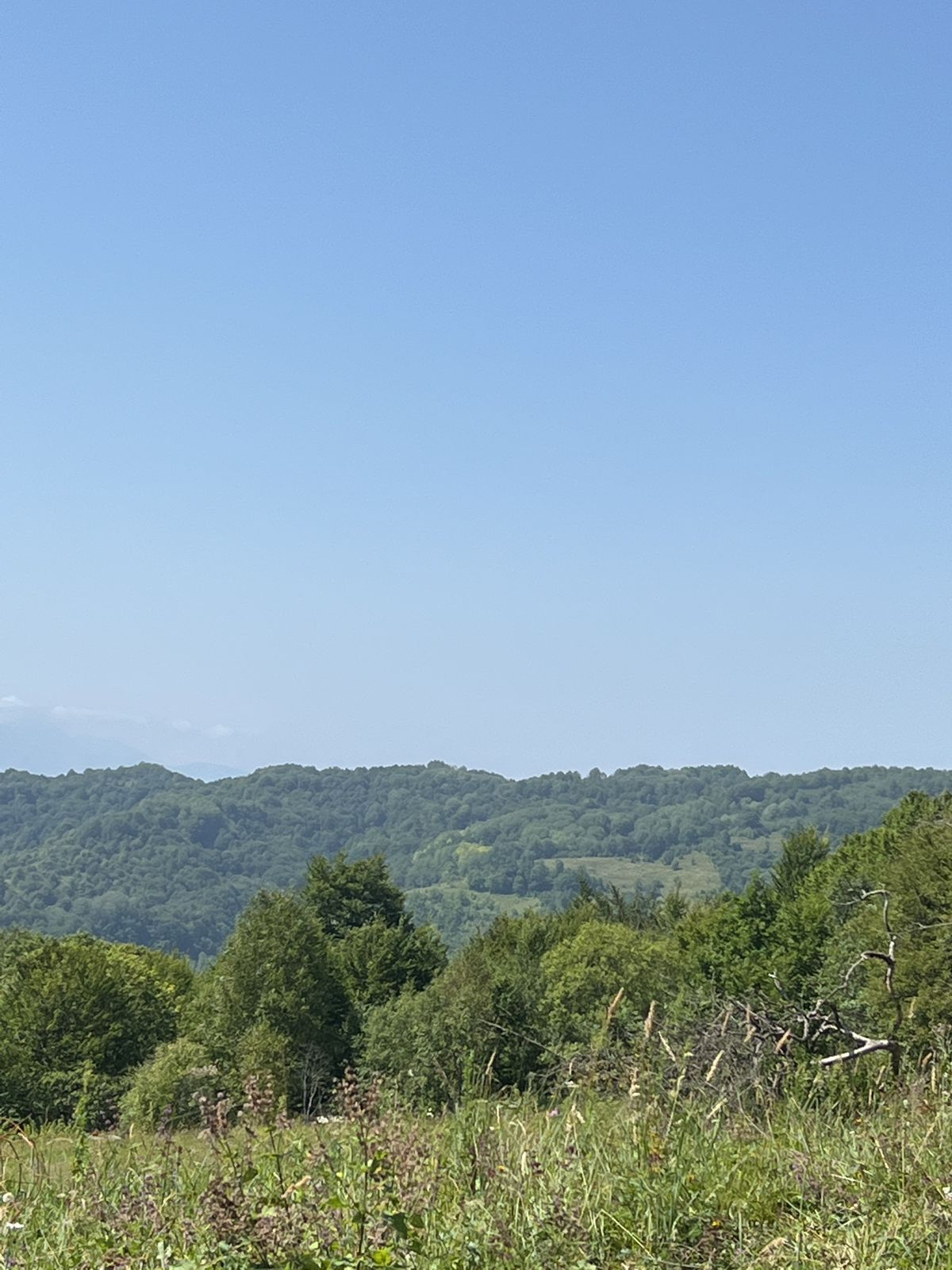
Вид лесистых гор от селения
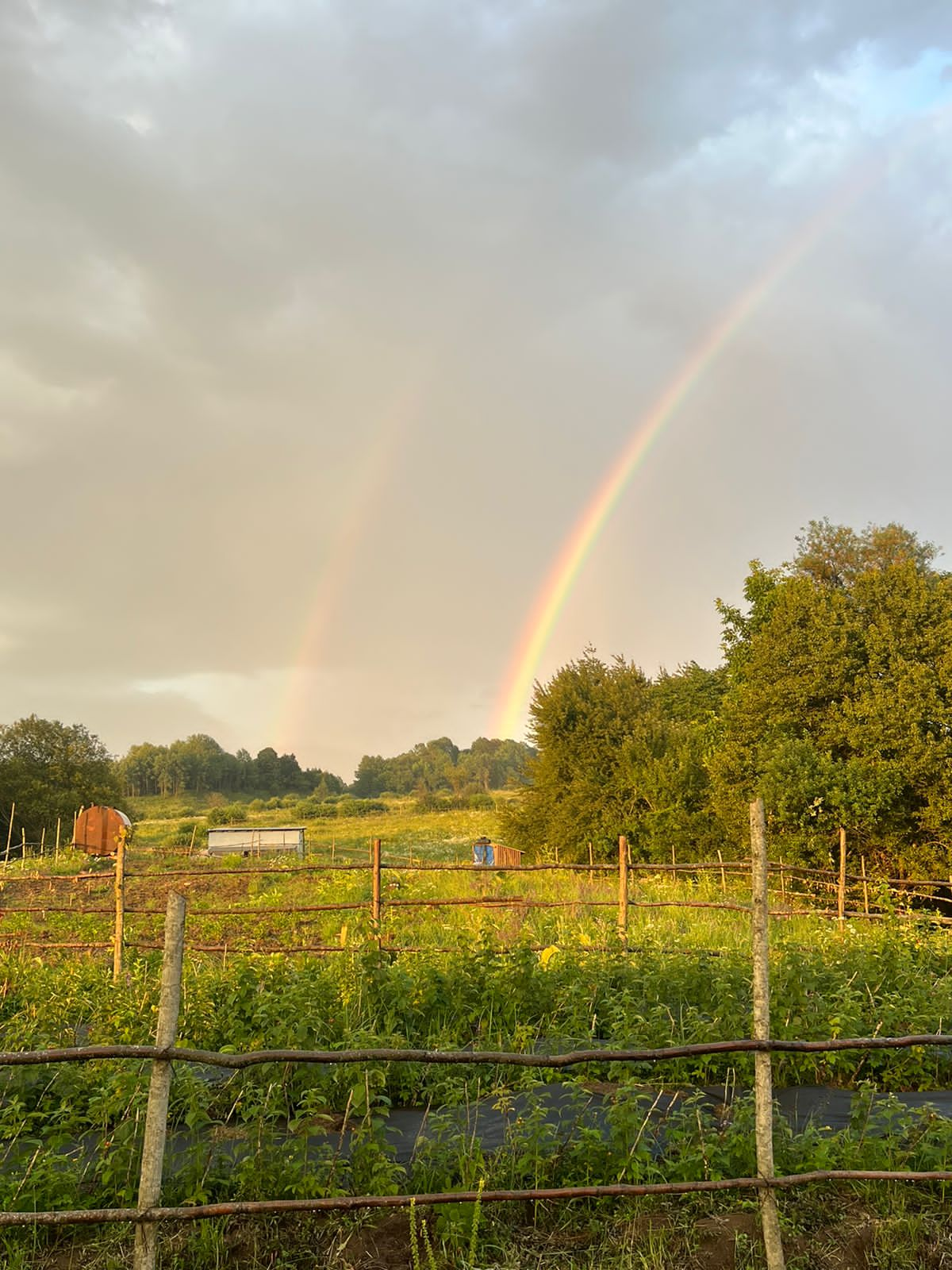
Радуга в Соной